# Кольца славы
«Кольца славы» (арм. Փառքի օղակներ) — советский художественный фильм, снятый режиссёром Юрием Ерзинкяном в 1962 году на киностудии «Арменфильм».
Премьера фильма состоялась 20 августа 1962 года.

## Сюжет
Биографический фильм, рассказывающий о деревенском кузнеце, который преодолев сложный путь, ведущий в мир большого спорта, становится олимпийским чемпионом, четырёхкратным чемпионом мира, двукратным чемпионом Европы, многократным чемпионом СССР. Прототипом героя стал гимнаст Альберт Азарян.

## В ролях
- Альберт Азарян — Армен
- Инга Агамян — Ануш, деревенская девушка, подруга главного героя
- Хорен Абрамян — Гурген
- Цолак Америкян — арпет Оган
- Евгений Самойлов — Васильев
- Мэри Ломидзе — Седа
- Жак Дувалян — Гайк
- Харий Авенс
- Константин Михайлов — эпизод

## Съёмочная группа
- Режиссёр-постановщик — Юрий Ерзинкян
- Сценаристы — Александр Филимонов, Яков Кочарян, Х. Шагинян
- Оператор — Арташес Джалалян
- Композитор — Константин Орбелян
- Художники — Пётр Бейтнер, Рафаэль Бабаян, Грайр Карапетян
- Звукооператор — Эдуард Ванунц
- Второй режиссёр — А. Айрапетян
- Художник по костюмам — Х. Карапетян
- Художник по гриму — В. Асатрян
- Монтаж — Х. Мелконян